# Naturbahnrodel-Europameisterschaft 2002
Die 19. FIL Naturbahnrodel-Europameisterschaft fand vom 1. bis 3. Februar 2002 im österreichischen Frantschach-Sankt Gertraud statt.

## Technische Daten der Naturrodelbahn
| Name                   | Großbrennerstrecke |
| Länge                  | 955 m              |
| Höhendifferenz         | 140 m              |
| Durchschnittl. Gefälle | 014,5 %            |

## Einsitzer Herren
| Platz | Name                  | Zeit          |
| ----- | --------------------- | ------------- |
| 01    | Gerhard Pilz          | 3:14,98 min   |
| 02    | Robert Batkowski      | + 00,47 s     |
| 03    | Gernot Schwab         | + 00,54 s     |
| 04    | Roland Kallan         | + 01,08 s     |
| 05    | Gerald Kallan         | + 01,17 s     |
| 06    | Anton Blasbichler     | + 01,20 s     |
| 07    | Ferdinand Hirzegger   | + 01,41 s     |
| 08    | Martin Psenner        | + 02,39 s     |
| 09    | Florian Breitenberger | + 02,56 s     |
| 10    | Martin Gruber         | + 02,69 s     |
| 11    | Christoph Wagner      | + 03,04 s     |
| 12    | Reinhard Gruber       | + 03,69 s     |
| 13    | Christian Schatz      | + 04,43 s     |
| 14    | Borut Kralj           | + 04,49 s     |
| 15    | Daniel Quitta         | + 04,67 s     |
| 16    | Andreas Castiglioni   | + 04,87 s     |
| 17    | Georg Maurer          | + 05,35 s     |
| 18    | Rudi Resch            | + 05,52 s     |
| 19    | Ervin Marn            | + 05,67 s     |
| 20    | Borut Fejfar          | + 06,02 s     |
| 21    | Marcus Grausam        | + 06,50 s     |
| 22    | Grega Spendov         | + 06,57 s     |
| 23    | Alexei Lebedew        | + 07,06 s     |
| 24    | Thomas Damian         | + 08,01 s     |
| 25    | Iwan Lasarew          | + 08,45 s     |
| 26    | Jure Pohleven         | + 09,60 s     |
| 27    | Pawel Porschnew       | + 10,06 s     |
| 28    | Knut Solheim          | + 11,33 s     |
| 29    | Gašper Benedik        | + 12,25 s     |
| 30    | Kristian Roel         | + 14,74 s     |
| 31    | Bostjan Vizjak        | + 16,99 s     |
| 32    | Michael Törnquist     | + 19,22 s     |
| 33    | Jewhen Bilonenko      | + 19,62 s     |
| 34    | Tomáš Papiorek        | + 24,74 s     |
| 35    | Petr Pulcer           | + 30,55 s     |
| 36    | David Sjödin          | + 33,08 s     |
| 37    | Jasmin Prnjavorac     | + 37,21 s     |
| 38    | William Ogilvie       | + 39,32 s     |
| 39    | Juri Harzula          | + 42,53 s     |
| 40    | Janislaw Nikolow      | + 1:16,47 min |
| 41    | Ivar Dijk             | + 1:22,83 min |
| 42    | Sander Grip           | + 1:41,08 min |
| --    | Damian Waniczek       | DNS (2. Lauf) |
| --    | Andrzej Laszczak      | DNS (2. Lauf) |
| --    | Denis Alimow          | DNS (1. Lauf) |
| --    | Roman Molwistow       | DNS (1. Lauf) |
| --    | Eddy Dunlop           | DNS (1. Lauf) |
| --    | Gerald Kammerlander   | DNS (1. Lauf) |

Datum: 2. Februar (1. Wertungslauf) und 3. Februar 2002 (2. und 3. Wertungslauf)
Der Österreicher Gerhard Pilz, Weltmeister der Jahre 1986 bis 1996, wurde mit Bestzeit im zweiten und dritten Wertungslauf zum ersten Mal Europameister. Er beendete die Erfolgsserie der Italiener, die zuvor siebenmal in Folge den Europameister stellten. An zweiter Stelle platzierte sich sein Landsmann Robert Batkowski, der bereits bei der letzten EM vor drei Jahren Silber gewonnen hatte. Der drittplatzierte Gernot Schwab, der seine erste Medaille bei Großereignissen gewann, komplettierte den österreichischen Dreifachsieg. Damit standen erstmals seit den ersten beiden Europameisterschaften 1970 und 1971 wieder drei Österreicher im Herren-Einsitzer auf dem Podest. Auf Platz vier und fünf folgten zwei weitere Österreicher, der Titelverteidiger Anton Blasbichler aus Italien wurde Sechster.

## Einsitzer Damen
| Platz | Name                   | Zeit          |
| ----- | ---------------------- | ------------- |
| 01    | Sandra Lanthaler       | 3:21,30 min   |
| 02    | Jekaterina Lawrentjewa | + 00,08 s     |
| 03    | Sonja Steinacher       | + 00,10 s     |
| 04    | Barbara Abart          | + 00,33 s     |
| 05    | Sandra Mariner         | + 00,44 s     |
|       | Sabine Kogler          | + 00,44 s     |
| 07    | Elvira Holzknecht      | + 01,07 s     |
| 08    | Renate Gietl           | + 01,26 s     |
| 09    | Sandra Schopf          | + 01,54 s     |
| 10    | Christa Gietl          | + 01,62 s     |
| 11    | Renate Kasslatter      | + 03,43 s     |
|       | Anna Braun             | + 03,43 s     |
| 13    | Ewelina Żurek          | + 04,10 s     |
| 14    | Michaela Maurer        | + 07,49 s     |
| 15    | Julija Wetlowa         | + 08,91 s     |
| 16    | Mateja Kralj           | + 09,69 s     |
| 17    | Magdalena Zawada       | + 10,86 s     |
| 18    | Ursina Schneider       | + 14,93 s     |
| 19    | Radostina Vucheliyska  | + 51,70 s     |
| --    | Sylvia Plucnarová      | DNF (3. Lauf) |

Datum: 2. Februar (1. und 2. Wertungslauf) und 3. Februar 2002 (3. Wertungslauf)
Europameisterin im Einsitzer der Damen wurde die 18-jährige Italienerin Sandra Lanthaler, die noch nie ein Weltcuprennen bestritten hatte. Sie siegte mit acht Hundertstelsekunden Vorsprung auf die Weltmeisterin von 2000, Jekaterina Lawrentjewa aus Russland. Nur zwei Hundertstelsekunden langsamer war die Titelverteidigerin, amtierende Weltmeisterin und Gesamtweltcupsiegerin dieser Saison, Sonja Steinacher aus Italien.

## Doppelsitzer
| Platz | Name                                     | Zeit        |
| ----- | ---------------------------------------- | ----------- |
| 01    | Wolfgang Schopf – Andreas Schopf         | 2:21,82 min |
| 02    | Reinhard Beer – Herbert Kögl             | + 0,11 s    |
| 03    | Andrzej Laszczak – Damian Waniczek       | + 0,17 s    |
| 04    | Harald Kleinhofer – Gerhard Mühlbacher   | + 1,63 s    |
| 05    | Denis Alimow – Roman Molwistow           | + 1,83 s    |
| 06    | Christoph Knauder – Thomas Knauder       | + 2,43 s    |
| 07    | Armin Mair – Michael Graf                | + 2,44 s    |
| 08    | Günther Innerbichler – Alex Innerbichler | + 2,67 s    |
| 09    | Martin Graf – Harald Laimer              | + 5,59 s    |
| 10    | Pawel Porschnew – Iwan Lasarew           | + 8,25 s    |

Datum: 2. Februar 2002 (beide Wertungsläufe)
Die Österreicher Wolfgang und Andreas Schopf wurden ein Jahr nach ihrem ersten Weltmeistertitel auch Europameister im Doppelsitzer. Die Silbermedaille gewannen ihre Mannschaftskollegen Reinhard Beer und Herbert Kögl. Dritte wurden die Polen Andrzej Laszczak und Damian Waniczek, die damit die zweite Medaille für Polen bei Naturbahnrodel-Europameisterschaften überhaupt gewannen. Die ersten polnischen Medaillengewinner waren Krzysztof Niewiadomski und Oktawian Samulski, die 1991 Europameister im Doppelsitzer geworden sind. 

## Medaillenspiegel
| Platz | Land       | Gold | Silber | Bronze | Gesamt |
| ----- | ---------- | ---- | ------ | ------ | ------ |
| 1.    | Österreich | 2    | 2      | 1      | 5      |
| 2.    | Italien    | 1    | —      | 1      | 2      |
| 3.    | Russland   | —    | 1      | —      | 1      |
| 4.    | Polen      | —    | —      | 1      | 1      |